# Островское (Джанкойский район)
Остро́вское (до 1948 года Тарха́н-Суна́к; укр. Островське, крымскотат. Tarhan Sunaq, Тархан Сунакъ) — село в Джанкойском районе Республики Крым, входит в состав Ермаковского сельского поселения (согласно административно-территориальному делению Украины — Ермаковского сельского совета Автономной Республики Крым).

## Население
| 2001 | 2014 |
| ---- | ---- |
| 125  | ↗126 |

Всеукраинская перепись 2001 года показала следующее распределение по носителям языка
| Язык             | Процент |
| ---------------- | ------- |
| украинский       | 44      |
| русский          | 36      |
| крымскотатарский | 8       |
| молдавский       | 1.6     |
| другие           | 0.8     |

### Динамика численности
| - 1805 год — 77 чел. - 1864 год — 8 чел. - 1889 год — 57 чел. - 1900 год — 47 чел. - 1915 год — 0/14 чел. - 1926 год — 70 чел. | - 1939 год — 93 чел. - 1989 год — 133 чел. - 2001 год — 125 чел. - 2009 год — 146 чел. - 2014 год — 126 чел. |

## Современное состояние
На 2017 год в Островском числится 1 улица — Центральная; на 2009 год, по данным сельсовета, село занимало площадь 44,4 гектара на которой, в 60 дворах, проживало 146 человек, работает животноводческое племпредприятие.

## География
Островское — село в центре района, в степном Крыму, высота центра села над уровнем моря — 15 м, соседние сёла: Комсомольское в 1,5 км на запад и Ветвистое с Придорожным в 2 км на север. Расстояние до райцентра — около 10 километров (по шоссе) на юг, там же ближайшая железнодорожная станция (географически ближайшая — Мамут — около 2 км, но дороги нет). Транспортное сообщение осуществляется по региональной автодороге 35А-002 граница с Украиной — Симферополь — Алушта — Ялта (по украинской классификации — М-18 Харьков — Симферополь — Алушта — Ялта).

## История
Первое документальное упоминание села встречается в Камеральном Описании Крыма… 1784 года, судя по которому, в последний период Крымского ханства Тархан Сонак входил в Дип Чонгарский кадылык Карасубазар ского каймаканства. После присоединения Крыма к России (8) 19 апреля 1783 года, (8) 19 февраля 1784 года, именным указом Екатерины II сенату, на территории бывшего Крымского Ханства была образована Таврическая область и деревня была приписана к Перекопскому уезду. После Павловских реформ, с 1796 по 1802 год, входила в Перекопский уезд Новороссийской губернии. По новому административному делению, после создания 8 (20) октября 1802 года Таврической губернии, Тархан-Сунак был включён в состав Биюк-Тузакчинской волости Перекопского уезда.
По Ведомости о всех селениях в Перекопском уезде состоящих с показанием в которой волости сколько числом дворов и душ… от 21 октября 1805 года, в деревне Тархан-Сунак числилось 11 дворов и 77 жителей крымских татар. На военно-топографической карте генерал-майора Мухина 1817 года деревня Таркан сунак обозначена с 15 дворами. После реформы волостного деления 1829 года Тархан-Сунак, согласно «Ведомости о казённых волостях Таврической губернии 1829 г», остался в составе Тузакчинской волости. На карте 1836 года в деревне 17 дворов. Затем, видимо, в результате эмиграции крымских татар, деревня заметно опустела и на карте 1842 года Тархан Сунак обозначен условным знаком «малая деревня», то есть, менее 5 дворов.
В 1860-х годах, после земской реформы Александра II, деревню включили в состав Бурлак-Таминской волости. В «Списке населённых мест Таврической губернии по сведениям 1864 года», составленном по результатам VIII ревизии 1864 года, Тархан-Сунак — владельческая деревня с 2 дворами и 8 жителями при колодцах. По обследованиям профессора А. Н. Козловского начала 1860-х годов, в селении «… нет ни колодцев, ни запруд, ни проточных вод», имелись только копани (выкопанная на месте с близким залеганием грунтовых вод яма) глубиной от 3 до 5 саженей (от 6 до 10 м) с солоноватой водой, которая «высыхает совершенно в сухое время». Согласно «Памятной книжке Таврической губернии за 1867 год», деревня Тархан-Сунак была покинута жителями в 1860—1864 годах, в результате эмиграции крымских татар, особенно массовой после Крымской войны 1853—1856 годов, в Турцию и оставалась в развалинах. Если на трёхверстовой карте Шуберта 1865 года деревня ещё обозначена, хотя, скорее, как нежилая, то, на карте с корректурой 1876 года на её месте отмечен постоялый двор. В «Памятной книге Таврической губернии 1889 года» по результатам Х ревизии 1887 года записан Тархан-Сунак, уже Байгончекской волости, с 8 дворами и 57 жителями.
После земской реформы 1890 года Тархан-Сунак отнесли к Богемской волости.
В «…Памятной книжке Таврической губернии на 1892 год» в сведениях о Богемской волости никаких данных о деревне, кроме названия, не приведено. По «…Памятной книжке Таврической губернии на 1900 год» в экономии Тархан-Сунак числилось 47 жителей в 2 дворах. По Статистическому справочнику Таврической губернии. Ч.II-я. Статистический очерк, выпуск пятый Перекопский уезд, 1915 год, в экономии Тархан-Сунак (Толстова) Богемской волости Перекопского уезда числился 1 двор с русским населением в количестве 14 «посторонних» жителей, из которых 8 мужчин и 6 женщин, в экономии числилось 500 десятин удобной земли.
После установления в Крыму Советской власти, по постановлению Крымревкома от 8 января 1921 года № 206 «Об изменении административных границ» была упразднена волостная система и в составе Джанкойского уезда был создан Джанкойский район. В 1922 году уезды преобразовали в округа. 11 октября 1923 года, согласно постановлению ВЦИК, в административное деление Крымской АССР были внесены изменения, в результате которых округа были ликвидированы, основной административной единицей стал Джанкойский район и село включили в его состав. Согласно Списку населённых пунктов Крымской АССР по Всесоюзной переписи 17 декабря 1926 года, в селе Тархан-Сунак, в составе упразднённого к 1940 году Немецко-Джанкойского сельсовета Джанкойского района, числилось 15 дворов, все крестьянские, население составляло 70 человек, из них 69 русских и 1 украинец. По данным всесоюзной переписи населения 1939 года в селе проживало 93 человека.
В 1944 году, после освобождения Крыма от фашистов, 12 августа 1944 года было принято постановление № ГОКО-6372с «О переселении колхозников в районы Крыма» и в сентябре 1944 года в район приехали первые новоселы (27 семей) из Каменец-Подольской и Киевской областей, а в начале 1950-х годов последовала вторая волна переселенцев из различных областей Украины. С 25 июня 1946 года Тархан-Сунак в составе Крымской области РСФСР. Указом Президиума Верховного Совета РСФСР от 18 мая 1948 года, Тархан-Сунак переименовали в Островское. 26 апреля 1954 года Крымская область была передана из состава РСФСР в состав УССР. Время включения в Медведевский сельсовет пока не установлено: на 15 июня 1960 года село уже числилось в его составе. 1 апреля 1977 года создан Ермаковский сельсовет в который включили Островское. По данным переписи 1989 года в селе проживало 133 человека. С 12 февраля 1991 года село в восстановленной Крымской АССР, 26 февраля 1992 года переименованной в Автономную Республику Крым. С 21 марта 2014 года в составе Крыма аннексировано Россией.
12 мая 2016 года парламент Украины, не признающий российскую аннексию, принял постановление о переименовании села в Тархан-Сунак (укр. Тархан-Сунак), в соответствии с законами о декоммунизации, однако данное решение не вступает в силу до «возвращения Крыма под общую юрисдикцию Украины».